# Sarcophaga midnaporensis
Sarcophaga midnaporensis är en tvåvingeart som beskrevs av Nandi 1978. Sarcophaga midnaporensis ingår i släktet Sarcophaga och familjen köttflugor. Inga underarter finns listade i Catalogue of Life.